# Абель, Ульрих
Ульрих Абель (нем. Ulrich Abel; 3 марта 1912, Лейпциг, Германская империя — 24 апреля 1944, Бискайский залив) — немецкий офицер-подводник, обер-лейтенант-цур-зее кригсмарине. Кавалер немецкого креста в золоте. юрист, доктор права.

## Биография
В декабре 1934 года вступил в ВМФ Германии. Службу проходил на минных тральщиках, затем был переведен в подводный флот, где в конце концов стал 1-м вахтенным офицером на подводной лодке U-154.
С декабря 1942 по апрель 1943 года служил в составе	4-й флотилии подводных лодок кригсмарине. С мая 1943 по март 1944 года — в составе 2-й флотилии подводных лодок кригсмарине. С апреля 1944 года по апрель 1944 года — в составе 10-я флотилии подводных лодок кригсмарине.
Командир лодки Оскар Куш после первого похода дал отрицательную оценку Абелю и счёл его непригодным для командования подлодками. В свою очередь Абель был недоволен низкой результативностью и стилем командования Куша, считая его непригодным для командования. 25 декабря 1943 года, сразу после возвращения из второго похода, Куш дал Абелю «хорошую оценку» и заявил, что тот подходит для обучения на командира лодки, при этом отметив, что Абель был «негибким, жестким и однобоким офицером» со «средним талантом». Такая оценка шокировала и разозлила Абеля, и 12 января 1944 года он подал официальный рапорт, в котором обвинил Куша в подстрекательстве к бунту, а 25 января подал ещё одну жалобу, обвинив его ещё и в трусости. Имея докторскую степень в области права, Абель должен был знать, что его действия повлекут как минимум военный трибунал и суровое наказание, но, скорее всего, смертный приговор его командиру. 20 января Куш был арестован, 26 января предстал перед трибуналом и 29 января был приговорен к смертной казни. 12 мая 1944 года Куш был расстрелян.
1 апреля 1944 года Абель получил назначение командиром лодки U-193, которая в апреле 1944 года вошла в состав 33-й флотилии. 23 апреля вышел в свой первый и последний поход. На следующий день лодка и все 59 членов экипажа пропали без вести.

## Награды
- Медаль «За выслугу лет в Вермахте» 4-го класса (4 года)
- Железный крест
  - 2-го класса (23 апреля 1940)
  - 1-го класса (5 июня 1941)
- Нагрудный знак минных тральщиков (15 ноября 1940 года)
- Немецкий крест в золоте (18 июня 1942)
- Нагрудный знак подводника (декабрь 1943)